# Facteur distance en coopération internationale
La distance est un facteur très important à évaluer dans le cadre d’une coopération internationale. Selon une étude, il est démontré que « la distance influence largement le choix du pays partenaire. » Il faut d’abord examiner les conditions dans lesquelles évoluent les organisations ainsi que celles de leurs alliés. Ceci fait, reste à calculer et estimer les conséquences liées au choix du partenaire, et c’est là que la distance devient importante. Pankaj Ghemawat, professeur à Harvard, a établi cinq distances à observer.
Avant de créer un partenariat avec une organisation étrangère, il importe d’analyser les différences, ou distances qui s’imposent entre les organisations, sur les plans culturel, administratif, géographique, économique et technologique.

## Distance culturelle
La distance culturelle entre deux partenaires internationaux potentiels, dans le cadre d’un effort partagé de recherche et développement, influence le choix d’une alliance. Les deux parties cherchent à créer une alliance qui leur offrira plus de bénéfices qu’elle leur posera de problème et doivent donc avant tout considérer les différences de langue, d’éthique, de croyances religieuses, de normes sociales, de coutumes, de priorités sociales, et de comportement, qui pourraient les empêcher d’en tirer une alliance avantageuse. 
Les avantages d’une distance culturelle sont les différents points de vue et les différentes pratiques qui encouragent la créativité et augmentent les possibilités de découvertes. Par contre, les désavantages d’une telle distance sont justement les différents points de vue qui peuvent mener à un malentendu et les nombreux problèmes d’interaction qui peuvent survenir entre les individus et les entreprises entières en raison de différentes croyances, coutumes et langues. 
En général les désavantages ont tendance à l'emporter sur les avantages, donc les entreprises ont une préférence à coopérer avec des entreprises étrangères qui ont un environnement culturel similaire.

## Distance administrative
La distance administrative fait référence à la politique, à la législation, à l’histoire et en fait, à la bureaucratie du pays. Il existe un indice, l’indice des contraintes politiques dit POLCON qui « mesure la faisabilité des changements d’orientation politique dans un pays en fonction de la structure de ses institutions politiques. » Les effets de la distance administrative peuvent être importants lors d’une coopération internationale. La situation institutionnelle et politique d’un pays peut causer une certaine inquiétude et ainsi devenir un gros facteur dans la décision d’une entreprise lors de la coopération. « Les entreprises doivent prendre en considération le cadre législatif de leur partenaire. » Il existe souvent des lois différentes dans les pays en ce qui concerne le dépôt de brevets, la rédaction de contrats et ainsi de suite. Ainsi, cette dimension peut causer un problème lors d’une coopération. S’il y a une trop grande distance administrative ou politique entre deux pays, il est fort improbable qu’une coopération internationale ait lieu.

## Distance géographique
Le terme « distance » implique souvent la distance géographique et c’est pourquoi cette caractéristique est la plus évidente et intuitive. Elle se définit par l’espace physique qui sépare les entités géographiques dans lequel progressent leurs partenaires. Plusieurs facteurs de la distance géographique, notamment les « coûts de transport et de communication », évoquent que celle-ci crée un obstacle majeur à la formation de coopérations internationales. Au niveau de coopérations en R&D, les avantages de la proximité géographique incluent la possibilité d’internalisation ce qui favorise les externalités (c’est-à-dire l’échange de connaissances) et la possibilité de rencontres face à face entre partenaires. Les difficultés de la distance géographique comprennent « les décalages horaires entre partenaires », « la longueur des canaux de transmission » et les coûts importants qui résultent de cette distance. Conséquemment, la distance géographique réduit les possibilités des coopérations internationales.

## Distance économique
La distance économique entre deux entreprises qui souhaitent former une alliance coopérative internationale dans le cadre de la recherche et du développement, influence le choix d’une alliance. Les deux parties cherchent à créer une alliance qui leur bénéficiera et doivent donc chercher à coopérer avec une entreprise étrangère dont l’économie est similaire et tout aussi forte. Dans le cadre de cette analyse, l’économie est déterminée par les ressources naturelles, technologiques, humaines, et financières.  
C’est en économie internationale que cette distance économique est habituellement évaluée. Pour déterminer l’attraction entre deux pays et donc le potentiel d’échange entre ces deux pays, les revenus des deux pays sont analysés et si les deux sont similaires, il peut être conclu que les deux pourraient, du moins d’un point de vue économique, former une bonne alliance coopérative.  
Le but d’une alliance est d’en tirer un bénéfice et donc les entreprises ont tendance à coopérer avec des entreprises étrangères qui ont des économies similaires à la leur ou du moins aussi fortes pour qu’ils tirent tous les deux autant de l’alliance et qu’une entreprise ne prend pas avantage de l’autre.

## Distance technologique
Évaluer la distance technologique entre partenaires consiste à examiner plusieurs éléments. En général, il s’agit d’évaluer l’écart d’innovation et de développement technologique entre les organisations qui collaborent ensemble. Il faut donc examiner l’engagement à des programmes de recherche, le degré d’importance de la technologie dans les industries, et subséquemment la valeur accordée à des systèmes d’innovation. Beaucoup de partenariats sont justement établis afin de profiter des différentes innovations technologiques à l’étranger, ou bien dans le but d’effectuer recherche et développement. Il ne faut donc pas négliger le rôle de cette distance au moment d’effectuer une entente.